# 사티 (관습)

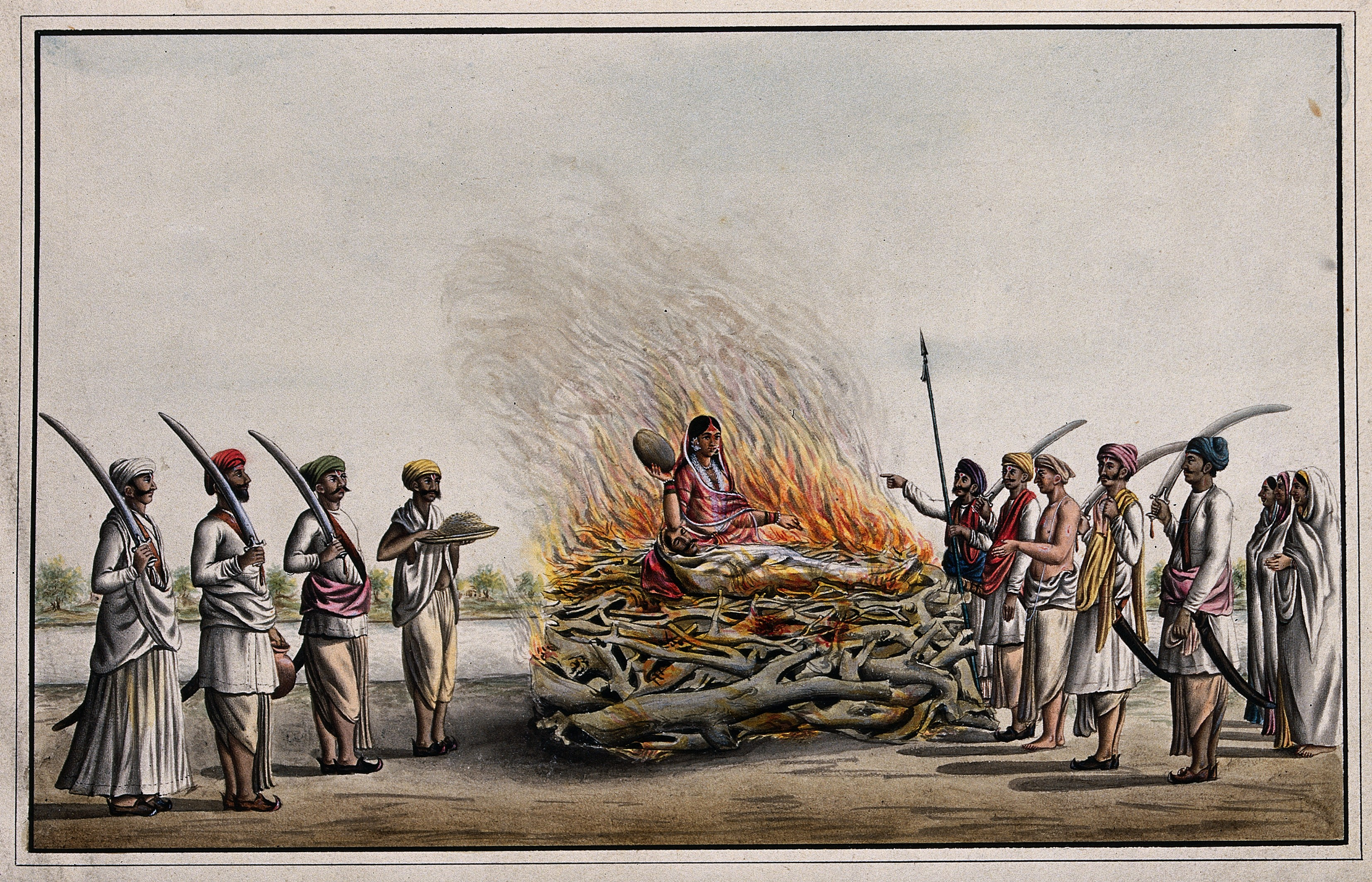
사티의 행위를 묘사한 19세기 그림

사티(산스크리트어: सती)는 예전에 인도에서 행해졌던 힌두교의 의식으로, 남편이 죽으면 남편의 시체·옷과 함께 그의 아내도 산채로 화장하던 풍습이다. 아내가 자발적으로 하는 경우도 있었지만 가족의 강요로 하는 경우도 많이 있었다고 한다. 1829년에 금지령이 내려지면서 점점 줄어들었다.

## 같이 보기
- 마녀사냥